# Saimiri vanzolinii
El mono ardilla de Vanzolini (Saimiri vanzolinii) es una especie de primate platirrino de la familia Cebidae, endémico de las áreas inundables o várzeas cercanas a la desembocadura del río Yapurá en el río Amazonas, en Brasil, en una extensión de aproximadamente 530 km².

## Descripción
Su cuerpo mide 28 a 32 cm y la cola 41 a 44 cm de longitud. El macho pesa cerca de 1 kg y la hembra 650 g enpromedio. Su pelo es corto y grueso, de color negro o gris: las extremidades y la parte inferior del vientre son de color amarillo a anaranjado, mientras que la cara presenta la característica máscara obscura alrededor de los ojos y la boca.

## Comportamiento
Es de hábitos diurnos y sociales: vive en grupos de 30 ejemplares, divididos en subgrupos de acuerdo a la edad y el género. Cada grupo ocupa un territorio de unos 3 km² de extensión, aunque no parecen ser territoriales, pues puede ocurrir que los distintos grupos buscan comida juntos. Se desplazan aproximadamente tres km por día. Se comunican entre sí a través de una variedad de formas y para demostrar su edad, sexo o posición social, utilizan para orinar en las palmas de las manos y limpiar la orina en el cuerpo.

### Alimentación
Se alimentan principalmente de insectos y frutas. Prefieren los insectos más lentos y más grandes y las fruta maduras y pequeñas. Además consumen pétalos de flores, semillas, huevos, hojas y pequeños vertebrados.

### Reproducción
La época de apareamiento es de septiembre a noviembre, cuando las hembras que tienen un estro de solo tres días en un ciclo estral de un mes. Machos y hembras son promiscuos, aunque los machos establecen una estricta jerarquía, después de muchas batallas entre ellos, luego de cada cual el ganador declara su supremacía orinando sobre el derrotado. Tras cinco meses la hembra da a luz a un único cachorro, que es destetado a los seis meses y llega a la madurez sexual a los dos años y medio si es hembra, y a los tres si es macho. Normalmente, los jóvenes no abandonan su grupo de nativo, ya que en otros grupos que se enfrentarían a una serie de luchas para determinar su posición dentro del grupo.
La esperanza de vida de estos animales en la naturaleza, es de alrededor de quince años.